# Радіочастота вбивства
«Радіочастота вбивства» («Fréquence meurtre») — французька кримінальна кінодрама 1988 року, знята режисером Елізабет Раппно, з Катрін Денев у головній ролі.

## Сюжет
Героїня фільму працює психологом на радіостанції, веде передачу та допомагає вирішувати проблеми слухачам. Коли вона була дитиною, її батьки були вбиті, а через 15 років вбивця був випущений з психіатричної лікарні. Майже одразу після цього папугу її дочки знайшли мертвим, і жінка розуміє, що вбивця збирається довести справу до кінця.

## У ролях
- Катрін Денев: Жанна Кестер
- Андре Дюссольє: Франк Кестер
- Мартін Ламотт: Саймон Ліберман
- Етьєн Шико: Роже
- Інес Клей: Поліна
- Мадлен Марі: Іда Фабер
- Філіп Лембре: Фабер
- Даніель Ріале: Фред Бастен
- Ален Стерн: Мак Грегор
- Мартін Шевальє: Марі
- Жозіан Столерю: Вероніка, жінка в агентстві
- Жан Пелегрі: доктор Пастор
- Рене Булок: мсьє Шово
- Гумбер Бальсан: Алексіан
- Анні Мерсьє: мадам Фремон
- Паскаль Кербель: Мартін
- Клод Сітрук: Ваш № 1

## Знімальна група
- Режисер — Елізабет Раппно
- Сценаристи — Жак Одіар, Елізабет Раппно
- Оператор — Вільям Любчанскі
- Продюсери — Данієль Делорм, Мішель Проппер, Ів Робер